# مئرس
شهر مئرس (به آلمانی: Moers) در ایالت نوردراین-وستفالن در کشور آلمان واقع شده است.